# Trois et moi
3 et moi (My Life Me) est une série télévisée d'animation franco-canadienne en 52 épisodes de 11 minutes créée par JC Little, Cindy Filipenko et Svetlana Chmakova, et diffusée au Québec à partir du 12 septembre 2010 sur Télétoon, puis en version anglaise sous le titre My Life Me au Canada sur Teletoon à partir de septembre 2011.
En France, la série a été diffusée à partir du 2 septembre 2010 sur Canal J et à partir du 3 janvier 2012 sur France 4. La série est actuellement rediffusée en nocturne sur DreamWorks Channel depuis son lancement le 21 novembre 2022. La série est également disponible presque intégralement (un épisode est inexplicablement manquant) sur Prime Video sur la chaîne Universal+.

## Synopsis
Béa Petit, une fan de mangas et de dessins animés japonais désirant devenir dessinatrice de bandes dessinées, est obligée de faire équipe avec Liam, Sandra et Raffi dans le cadre du lycée. Malgré les différences et les conflits, l'amitié sera au rendez-vous.

## Distribution

### Voix françaises (Québec)
- Claudia-Laurie Corbeil : Béa Petit
- Nicolas Charbonneaux-Collombet : Liam Coll
- Émilie Bibeau : Sandra Leblanc
- Émile Mailhiot : Raffi Rodriguez

 Source et légende : version québécoise (VQ) sur Doublage.qc.ca

### Voix anglaises
- Sara Camacho : Birch Small
- Mark Hauser : Liam Coll
- Stéfanie Buxton : Sandra Leblanc
- Justin Bradley : Raffi Rodriguez

## Autour de la série
La série devait sortir en 2009, mais a été repoussée à septembre 2010 en raison de la fermeture de la société TV-Loonland AG qui devait distribuer la série à la base.
Classic Media, aujourd'hui filiale de DreamWorks Animation, acquérira les droits de la série après la fermeture de TV-Loonland AG.
La série devait également être diffusée à la base sur France 2, mais n'a également pas pu se faire notamment à cause de la discontinuation de ses programmes jeunesse, et particulièrement de son bloc KD2A. La chaîne France 4 diffusera éventuellement la série en 2012.
Les droits de la série appartiennent dorénavant à NBCUniversal, via DreamWorks Animation, qui détient le catalogue de Classic Media.